# Il più bel giorno della mia vita
Il più bel giorno della mia vita è un film del 2002, diretto da Cristina Comencini.

## Trama
Irene è un'anziana signora romana molto legata alla villa di famiglia in cui vive, ma i tre figli - Sara, Rita e Claudio - vogliono venderla. Il più bel giorno della sua vita è la prima comunione di Chiara, figlia secondogenita di Rita, ma l'evento rischia di essere rovinato dalle tensioni intorno alla vendita della casa, che per i tre figli è troppo grande. Chiara, dopo aver visto la tensione salire durante i pranzi domenicali, prega Dio perché porti in famiglia la verità, che secondo il suo catechista è il bene per cui Gesù è sceso tra gli uomini.
Intorno a questa vicenda principale si delineano i personaggi dei tre figli: Sara, che da quando è rimasta vedova non riesce più a ricostruirsi una vita e passa ogni sera ad attendere che il figlio Marco, del quale sospetta l'omosessualità, torni a casa; Claudio, che invece omosessuale lo è, ma non riesce a rivelarlo alla madre e quindi vive di nascosto la propria relazione con Luca; Rita, infine, che è sposata con Carlo e ha due figlie (Silvia e Chiara), ma non prova più piacere durante i rapporti sessuali col marito dal giorno della nascita di Chiara e per questo intrattiene una relazione col veterinario Davide.

## Critica
La critica ha sottolineato un approccio “televisivo” alla narrazione, con una descrizione troppo “turistica” di Roma, una sceneggiatura accurata ma meccanica. Apprezzamento è andato invece alla recitazione.

## Riconoscimenti
- 2002 - Nastro d'argento
  - Migliore sceneggiatura a Giulia Calenda, Cristina Comencini e Lucilla Schiaffino
  - Migliore attrice non protagonista a Virna Lisi, Margherita Buy e Sandra Ceccarelli.
  - Candidatura Regista del miglior film a Cristina Comencini
  - Candidatura Migliore sonoro in presa diretta a Bruno Pupparo
- 2002 - Globo d'oro
  - Miglior sceneggiatura a Giulia Calenda, Cristina Comencini e Lucilla Schiaffino
  - Candidatura Miglior regista a Cristina Comencini
  - Candidatura Miglior attore a Luigi Lo Cascio
  - Candidatura Miglior fotografia a Fabio Cianchetti
  - Candidatura Miglior musica a Franco Piersanti
- 2002 - Ciak d'oro
  - Migliore attrice protagonista a Margherita Buy[3]
- 2002 - Premio Flaiano
  - Miglior attrice protagonista (Premio del Pubblico) a Virna Lisi
- 2002 - European Film Awards
  - Candidatura Miglior regista (Premio del Pubblico) a Cristina Comencini
- 2002 - Montreal World Film Festival
  - Grand Prix des Amériques a Cristina Comencini